# Künstliches Riff

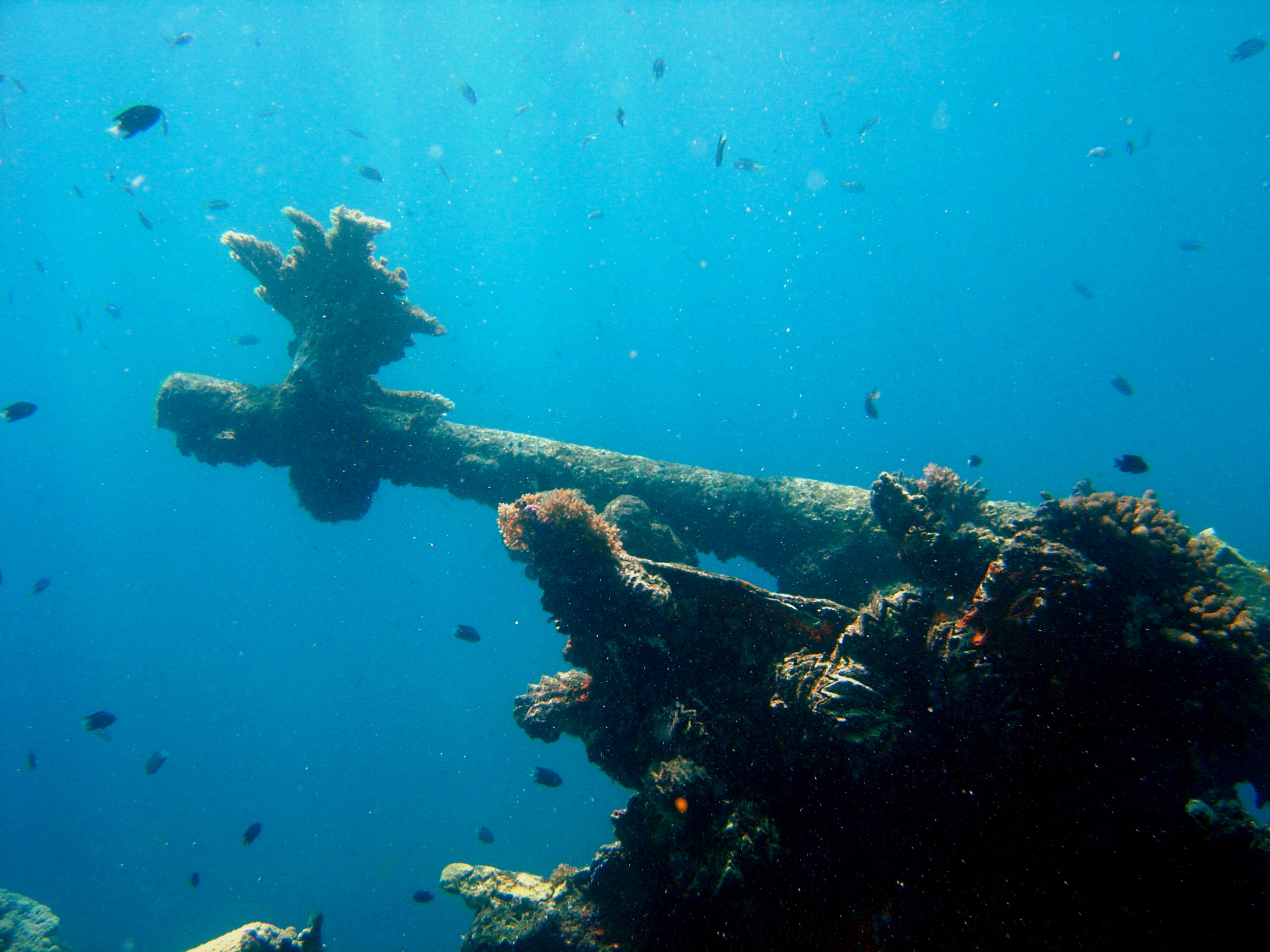
Von Korallen besiedeltes Schiffswrack aus dem Zweiten Weltkrieg vor Mikronesien

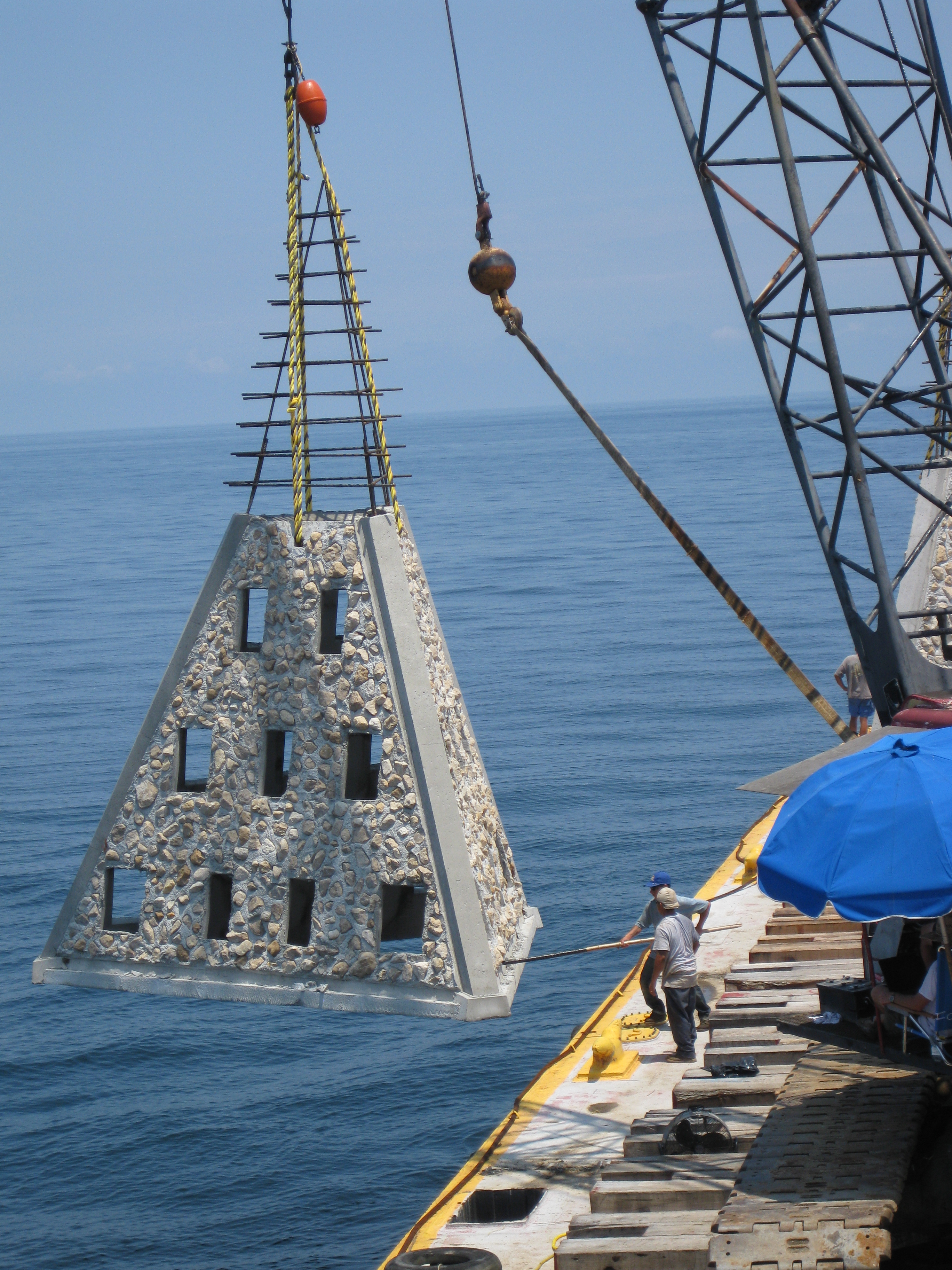
Vorgefertigte Bauteile, die bei der Neubildung eines Riffs helfen sollen, werden vor Mexiko ins Wasser gelassen

Als künstliches Riff bezeichnet man ein Riff, das in dieser Form an dem Ort, an dem es sich befindet, nicht natürlich entstanden wäre. Das heißt, es wurde durch menschliche Eingriffe geschaffen. Diese Eingriffe können beabsichtigt oder unbeabsichtigt sein. Versunkene Schiffe, abgestürzte Flugzeuge oder in Hafennähe ins Meer gestürzte Fahrzeuge können die Grundlage eines künstlichen Riffes bilden. Dazu kommen in neuerer Zeit gezielt zur Förderung der Riffbildung versenkte Strukturen wie zum Beispiel Dolosse, Riffbälle, Tetrapoden oder Quadripoden, oder alte Autoreifen.

## Unbeabsichtigte künstliche Riffe
Die Zahl der unbeabsichtigt entstandenen Riffe, die auf menschliche Eingriffe zurückzuführen sind, übersteigt bei weitem die der beabsichtigt geschaffenen Riffe. Die größten derartigen Riffe entstehen beim Untergang von Schiffen. So bildet beispielsweise der ehemalige deutsche Schwere Kreuzer Prinz Eugen seit seiner Kenterung im Jahr 1946 ein solches künstliches Riff im Kwajalein-Atoll.

## Beabsichtigte künstliche Riffe

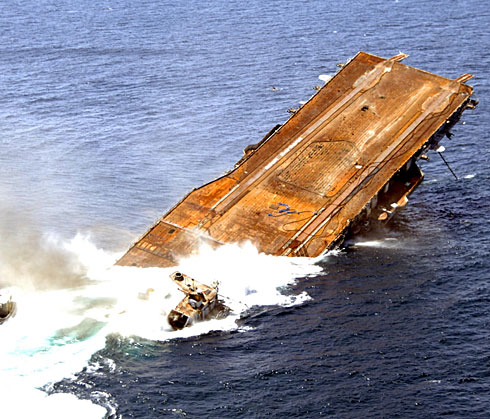
Oriskany bei der Versenkung

Zunächst wurden diese Riffe geschaffen, um die im Meer vorkommende Flora und Fauna durch ozeanographische Institute zu erforschen. Mit diesem Wissen wurden künstliche Riffe danach in biologisch wenig aktiven Regionen geschaffen, bspw. die außer Dienst gestellte Fregatte Scylla vor der britischen Küste. Das Wrack befindet sich nun in ca. 21 m Tiefe vor der Küste von Cornwall und wurde somit den Meeresbewohnern zur Besiedelung überlassen.
Das größte künstliche Riff ist derzeit das Oriskany-Riff, das der ehemalige Flugzeugträger Oriskany vor der Küste von Pensacola, Bundesstaat Florida im Golf von Mexiko bildet. Das Schiff wurde am 17. Mai 2006 41 km südlich von Pensacola planmäßig versenkt, nachdem fast alle für die Umwelt möglicherweise schädlichen Materialien entfernt worden waren. Es wurde darauf geachtet, dass das Schiff nicht kenterte, so dass die 25 m hohe Brücke für Sporttaucher in rund 17 m Tiefe erreichbar blieb.
Das Osborne-Riff vor Fort Lauderdale (Florida/USA) – welches in den 70er Jahren mit Millionen von alten Autoreifen erweitert wurde – hat sich als ökologisches Desaster entpuppt. Künstliche Riffe aus Autoreifen wurden auch anderswo erstellt.

### Künstliche Korallenriffe
Beton- und Steinkonstruktionen können an geeigneten Standorten von Korallen besiedelt werden; allerdings ist dieser Vorgang sehr langwierig. Möglichkeiten, künstliche Korallenriffe in kurzer Zeit aufzubauen, bietet insbesondere die Biorock-Technologie. Dabei werden Stahlkonstruktionen versenkt und unter Gleichstrom gesetzt. Das verursacht eine Mineralakkretion auf dem Stahl. Auf dieser Kalkablagerung werden abgebrochene Korallen befestigt, die darauf festwachsen und sich gut vermehren. Diese künstlichen Riffe wurden bereits in der Karibik und in Asien verwirklicht.

## Funktion von künstlichen Riffen
Die neuste Entwicklung geht in Richtung einer ingenieurtechnischen Planung künstlicher Riffe für Ziele wie Küstenschutz, Wellenprofil für den Surfsport, Schaffung von Fischgründen für touristische Zwecke wie Sporttauchen (zum Beispiel die Henry Bonneaud vor der Küste von Vanuatu), Angelsport usw.
Derzeit ist es noch schwierig und kostspielig, Riffe zu bauen, die allen Ansprüchen genügen. Erste Riffe wurden mit Hilfe von 50 Tonnen schweren Sandcontainern etabliert. Riesige Kunststoffsäcke werden mit Sand gefüllt und dann von Spezialschiffen aufs Meer gebracht und mit Hilfe eines aufklappbaren Rumpfes versenkt. Allerdings kann bei dieser Methode die Ausrichtung der Sandcontainer nicht genau genug kontrolliert werden, um dem Riff eine ideale strömungsdynamische Form zu verleihen.
An den Sandstränden der australischen Gold Coast wurde im Jahr 1998 ein Projekt gestartet, das in erster Linie den Strand vor Sturmfluten und Erosion schützen sollte. Gleichzeitig sollte das künstliche Riff den Surfern ideale Wellenformen bieten. Der Bau des ersten künstlichen Surfriffs der Welt fand im Jahr 2000 bei Narrow Neck an der Gold Coast statt. Auch hier wurden Sandcontainer aus Kunststoffgewebe versenkt. Seither hat das 10 Millionen Dollar teure Riff seine Funktion als Wellenbrecher zur Zufriedenheit der Auftraggeber erfüllt. Das künstliche Riff wurde erstaunlich schnell von Pflanzen und Tieren besiedelt, da die Oberfläche der Sandcontainer aus Fasergewebe eine Verankerung der Lebewesen erleichtert. Algen und Seegras waren die ersten Pflanzen, auch bestimmte Korallen siedelten sich an. Zahlreiche Fische locken nicht nur Sportangler, sondern auch Kormorane an. Die „perfekte Welle“ für die Surfer konnte jedoch am Narrow-Neck-Riff nicht produziert werden.

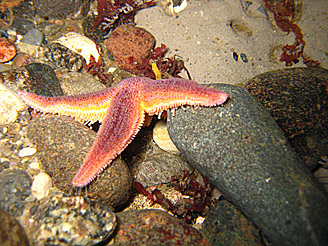
Gemeiner Seestern am Künstlichen Riff Nienhagen

Ein weiteres multifunktionales Riff wird derzeit vor der Küste von Tauranga in Neuseeland installiert. Bei dem nahe dem Badeort Mount Maunganui errichteten Riff steht der Surfsport im Vordergrund. Um die Form des Riffs wie geplant zu realisieren, wurde ein Netz aus reißfesten Gurten auf dem Meeresgrund verankert, auf dem die leeren Sandbehälter bereits befestigt waren. Diese Sandcontainer werden nun über eine Pipeline von der Küste aus aufgefüllt. Bei der nachträglichen Füllung kam es allerdings wiederholt zu Schwierigkeiten.
Mit Tetrapoden und weiteren Betonbauteilen entstand vor der Küste der Ostsee das Riff Nienhagen, das derzeit Forschungszwecken dient und zeigt, dass auch für die Bestandspflege von Wirtschaftsfischen der Rückgriff auf künstliche Riffe sinnvoll sein kann.